# Ракиш (Алба)
Ракиш (рум. Rachiș) насеље је у Румунији у округу Алба у општини Мираслау. Општина се налази на надморској висини од 478 m.

## Становништво
Према подацима из 2002. године у насељу је живело 21 становника, од којих су сви румунске националности.